# Оберг, Скотт
Скотт Майкл Оберг (англ. Scott Michael Oberg, 13 марта 1990, Тьюксбери) — американский бейсболист, питчер клуба МЛБ «Колорадо Рокиз».

## Карьера
Оберг закончил старшую школу в Тьюксбери, играл в бейсбол, баскетбол и футбол. С 2009 по 2012 год он учился в Университете Коннектикута, играл за студенческую команду. В 2011 году Скотт перенёс операцию Томми Джона из-за псориатического артрита. После процедуры смог восстановиться и в сезоне 2012 года одержал пять побед и сделал девять сейвов с пропускаемостью 0,99.
В 15 раунде драфта МЛБ 2012 года он был выбран клубом «Колорадо Рокиз» и подписал с ним контракт, получив бонус в размере 85 000 долларов. В том же году он начал выступления за «Гранд-Джанкшен Рокиз» в Лиге пионеров и в качестве клоузера был выбран для участия в Матче всех звёзд. Следующий сезон Скотт провёл в Модесто Натс в Калифорнийской лиге, где повторил клубный рекорд, сделав 33 сейва в чемпионате. После завершения сезона он также играл в Аризонской осенней лиге. В конце 2013 года Оберг переехал в Вулидж в Нью-Джерси и женился на Диане Филипек, с которой вместе учился в университете.
В 2014 году Скотт принял участие в весенних сборах «Колорадо», после чего был отправлен в AA-лигу в состав клуба «Талса Дриллерс». В сезоне он сыграл в 27 матчах, сделав 15 сейвов. Затем Оберг получил травму и перенёс операцию на правом плече.
В апреле 2015 года Скотт впервые был вызван в основной состав «Рокиз» заменив Джона Аксфорда.
Сезон 2018 года Оберг начал в AAA-лиге в Альбукерке Изотопс. В основной состав он был вызван 28 мая. К концу августа он одержал шесть побед при отсутствии поражений с пропускаемостью 1,27. Часть игр он пропустил из-за повреждения спины и рождения дочери. В игре за уайлд-кард Национальной лиги против «Чикаго Кабс» Скотт выбил страйкаутом Криса Брайанта, завершив 12 иннинг, и записал на свой счёт победу.